# Nuoto ai Giochi della XXIX Olimpiade - 200 metri farfalla femminili

## Record
Prima di questa competizione, il record del mondo (WR) e il record olimpico (OR) erano i seguenti.
|  | 2'05"40 | Jessicah Schipper Australia | 17 agosto 2006 Victoria, Canada     |
|  | 2'05"88 | Misty Hyman Stati Uniti     | 20 settembre 2000 Sydney, Australia |

Durante l'evento sono stati migliorati i seguenti record:
| Data      | Evento | Atleta   | Nazione | Tempo   | Record |
| --------- | ------ | -------- | ------- | ------- | ------ |
| 14 agosto | Finale | Liu Zige | Cina    | 2'04"18 |        |

## Batterie
Si sono svolte 5 batterie di qualificazione. Le prime 16 atlete si sono qualificate per le semifinali.
| #  | Batteria | Corsia | Atleta                           | Nazionalità   | Tempo   | Note |
| -- | -------- | ------ | -------------------------------- | ------------- | ------- | ---- |
| 1  | 3        | 2      | Liu Zige                         | Cina          | 2:06.46 | Q    |
| 2  | 5        | 5      | Aurore Mongel                    | Francia       | 2:06.49 | Q    |
| 3  | 3        | 4      | Yūko Nakanishi                   | Giappone      | 2:06.62 | Q    |
| 4  | 5        | 6      | Jiao Liuyang                     | Cina          | 2:06.89 | Q    |
| 5  | 5        | 4      | Otylia Jędrzejczak               | Polonia       | 2:06.91 | Q    |
| 6  | 3        | 6      | Natsumi Hoshi                    | Giappone      | 2:07.02 | Q    |
| 7  | 4        | 6      | Kathleen Hersey                  | Stati Uniti   | 2:07.65 | Q    |
| 8  | 4        | 7      | Micha Kathrine Oestergaar Jensen | Danimarca     | 2:07.77 | Q    |
| 9  | 5        | 3      | Elaine Breeden                   | Stati Uniti   | 2:07.92 | Q    |
| 10 | 4        | 5      | Jemma Lowe                       | Regno Unito   | 2:08.07 | Q    |
| 11 | 4        | 4      | Jessicah Schipper                | Australia     | 2:08.11 | Q    |
| 12 | 4        | 3      | Audrey Lacroix                   | Canada        | 2:08.54 | Q    |
| 13 | 5        | 2      | Samantha Hamill                  | Australia     | 2:08.83 | Q    |
| 14 | 4        | 8      | Petra Granlund                   | Svezia        | 2:08.97 | Q    |
| 15 | 4        | 2      | Ellen Gandy                      | Regno Unito   | 2:08.98 | Q    |
| 16 | 2        | 6      | Katherine Meaklim                | Sudafrica     | 2:09.41 | Q    |
| 17 | 2        | 4      | Nina Dittrich                    | Austria       | 2:09.85 |      |
| 18 | 5        | 7      | Beatrix Boulsevicz               | Ungheria      | 2:10.00 |      |
| 19 | 2        | 5      | Sara Oliviera                    | Portogallo    | 2:10.14 |      |
| 20 | 3        | 8      | Stephanie Horner                 | Canada        | 2:10.33 |      |
| 21 | 3        | 7      | Paola Cavallino                  | Italia        | 2:10.46 |      |
| 22 | 5        | 8      | Joanna Maranhão                  | Brasile       | 2:10.64 |      |
| 23 | 5        | 1      | Choi Hyera                       | Corea del Sud | 2:11.42 |      |
| 24 | 2        | 8      | Tetyana Khala                    | Ucraina       | 2:12.16 |      |
| 25 | 4        | 1      | Yana Martynova                   | Russia        | 2:12.47 |      |
| 26 | 2        | 7      | Li Tao                           | Singapore     | 2:12.63 |      |
| 27 | 3        | 5      | Emese Kovacs                     | Ungheria      | 2:12.73 |      |
| 28 | 3        | 1      | Magali Rousseau                  | Francia       | 2:13.12 |      |
| 29 | 2        | 2      | Yang Chin-kuei                   | Taipei cinese | 2:13.26 |      |
| 30 | 1        | 5      | Eleftheria Evgenia Efstathiou    | Grecia        | 2:13.27 |      |
| 31 | 2        | 1      | Denisa Smolenova                 | Slovacchia    | 2:13.81 |      |
| 32 | 1        | 6      | Gulsah Gunenc                    | Turchia       | 2:14.44 |      |
| 33 | 1        | 4      | Ingvild Snildal                  | Norvegia      | 2:14.53 |      |
| 34 | 1        | 3      | Kristina Lennox-Silva            | Porto Rico    | 2:17.27 |      |
| -  | 2        | 3      | Georgina Bardach                 | Argentina     | NP      |      |
| -  | 3        | 3      | Sara Isaković                    | Slovenia      | NP      |      |

### Semifinali
| #  | Batteria | Corsia | Atleta                           | Nazionalità | Tempo   | Note  |
| -- | -------- | ------ | -------------------------------- | ----------- | ------- | ----- |
| 1  | 2        | 4      | Liu Zige                         | Cina        | 2:06.25 | Q, AS |
| 2  | 2        | 7      | Jessicah Schipper                | Australia   | 2:06.34 | Q     |
| 3  | 1        | 5      | Jiao Liuyang                     | Cina        | 2:06.42 | Q     |
| 4  | 2        | 3      | Otylia Jędrzejczak               | Polonia     | 2:06.78 | Q     |
| 5  | 2        | 5      | Yūko Nakanishi                   | Giappone    | 2:06.96 | Q     |
| 5  | 2        | 6      | Kathleen Hersey                  | Stati Uniti | 2:06.96 | Q     |
| 7  | 1        | 4      | Aurore Mongel                    | Francia     | 2:07.21 | Q     |
| 8  | 2        | 2      | Elaine Breeden                   | Stati Uniti | 2:07.73 | Q     |
| 9  | 1        | 2      | Jemma Lowe                       | Regno Unito | 2:07.87 |       |
| 10 | 1        | 3      | Natsumi Hoshi                    | Giappone    | 2:07.93 |       |
| 11 | 1        | 6      | Micha Kathrine Oestergaar Jensen | Danimarca   | 2:09.29 |       |
| 12 | 2        | 7      | Samantha Hamill                  | Australia   | 2:09.58 |       |
| 13 | 1        | 7      | Audrey Lacroix                   | Canada      | 2:09.74 |       |
| 14 | 1        | 1      | Petra Granlund                   | Svezia      | 2:09.79 |       |
| 15 | 2        | 8      | Ellen Gandy                      | Regno Unito | 2:10.60 |       |
| 16 | 1        | 8      | Katheryn Meaklim                 | Sudafrica   | 2:11.74 |       |

## Finale
| Posizione | Atleta             | Paese       | Tempo   | Note |
| --------- | ------------------ | ----------- | ------- | ---- |
|           | Liu Zige           | Cina        | 2:04.18 | WR   |
|           | Jiao Liuyang       | Cina        | 2:04.72 |      |
|           | Jessicah Schipper  | Australia   | 2:06.26 |      |
| 4         | Otylia Jędrzejczak | Polonia     | 2:07.02 |      |
| 5         | Yūko Nakanishi     | Giappone    | 2:07.32 |      |
| 6         | Aurore Mongel      | Francia     | 2:07.36 |      |
| 7         | Elaine Breeden     | Stati Uniti | 2:07.57 |      |
| 8         | Kathleen Hersey    | Stati Uniti | 2:08.23 |      |